# Hospital Cantoblanco
El Hospital Cantoblanco es un hospital público situado en Madrid, y forma parte del Servicio Madrileño de Salud (SERMAS). Sus competencias, funciones y gestión de los servicios dependen del Hospital Universitario La Paz, por lo que el Hospital Cantoblanco realiza actualmente funciones de apoyo.

## Historia[1]
En 1907 fueron cedidos los terrenos ubicados en la Dehesa de Valdelatas por el Ayuntamiento de Fuencarral para su construcción. La primera piedra fue colocada el 5 de mayo de 1915.

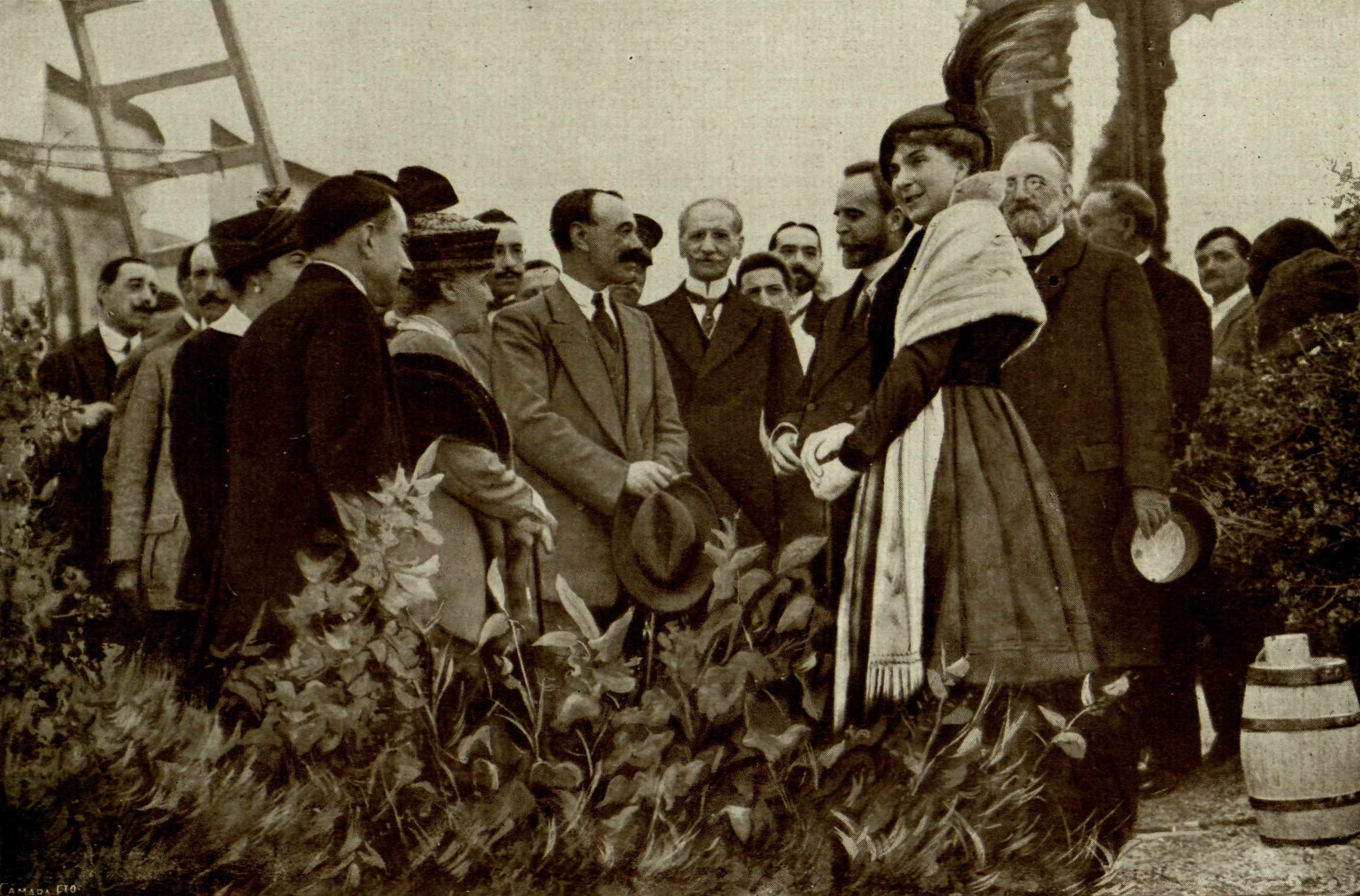
La reina Victoria Eugenia en el acto de la colocación de la primera piedra del Sanatorio en 1915

Fue diseñado por los arquitectos Amós Salvador Carreras y Bernardo Giner de los Ríos García. En el momento de la inauguración, contaba con 60 camas, capacidad que posteriormente aumentaría. Estaba dedicado inicialmente a pacientes enfermos de tuberculosis.
El segundo pabellón asistencial fue inaugurado en 1922. En 1931, fue rebautizado como Sanatorio Antituberculoso de Valdelatas.
Las posteriores ampliaciones permitirían alcanzar las 550 camas, convirtiéndose así en unos los sanatorios antituberculosos más grandes de España. Las ampliaciones fueron diseñadas por el arquitecto Aurelio Botella.
Tras la Guerra Civil Española, el Patronato Nacional Antituberculoso pasaría a encargarse de la gestión del hospital. A partir de 1952, gracias a la disminución de la incidencia de tuberculosis, se ampliaron las competencias del hospital, cambiándose nuevamente su denominación como Sanatorio Nacional Antituberculoso y de Enfermedades del Tórax de Valdelatas. 
La gestión del hospital pasaría a depender de la Comunidad de Madrid en 1986, con reformas estructurales y de organización interna, con una fusión posterior en 1992 con el Hospital Psiquiátrico Alonso Vega, conformando el Complejo Hospitalario Cantoblanco-Psiquiátrico.
El 1 de enero de 1999 pasa a depender su gestión del Hospital Gregorio Marañón, y finalmente el 4 de agosto de 2005 es transferida nuevamente al Hospital Universitario La Paz.
Durante 2017, cien años después de su inauguración, asumía el 7% de los ingresos del Hospital Universitario La Paz.

## Cartera de Servicios
| - Geriatría - Medicina Interna - Neumología - Aparato Digestivo - Neurología | - Traumatología y Cirugía Ortopédica - Dermatología - Cirugía Plástica Reparadora | - Análisis Clínicos - Anestesiología y Reanimación - Bioquímica - Farmacia Hospitalaria - Psiquiatría - Radiodiagnóstico - Rehabilitación |

## Instalaciones y recursos[6]
El Hospital Cantoblanco está conformado por cuatro pabellones (San José-16, San Francisco-30, San Luis-32 y pabellón Quirúrgico-54), repartidos en una parcela de aproximadamente de 40.000 metros cuadrados. 
Posee otras instalaciones que incluyen:
- Hospital de Día de Geriatría con un Gimnasio y área de Terapia Ocupacional específicos.
- Área de Rehabilitación con Gimnasio y Terapia Ocupacional.
- Quirófanos destinados a la realización de intervenciones quirúrgicas de ortopedia y traumatología, así como un quirófano para procesos quirúrgicos ambulantes de Dermatología.
- Pabellón Administrativo que centraliza áreas de Mantenimiento, Asuntos Generales y Recursos Humanos.
- Unidades de apoyo de Admisión e Informática.

El Hospital Cantoblanco cuenta con 132 camas. 

### Accesos
Al Hospital Cantoblanco se puede llegar en transporte público, utilizando la red de Cercanías de Renfe y los autobuses urbanos de Madrid.
- Renfe Cercanías: . Paradas de tren en  Cantoblanco Universidad.

- Líneas de Autobús: Líneas desde Madrid  (Intercambiador de Plaza de Castilla) 711, 712, 713, 716, 721, 722, 724, 725, 726